# Chronologie de Vienne (Isère)
Cette chronologie de Vienne liste les principaux événements historiques, culturels et urbanistiques de la ville de Vienne, dans le département de l'Isère en région Auvergne-Rhône-Alpes.

## Antiquité
- Milieu du Ve siècle av. J.-C. : première occupation du site par des Gaulois[1].
- IIIe siècle av. J.-C. : Installation des Allobroges qui érigent la bourgade en Capitale[1].
- 123-121 av. J.-C. : conquête de l'Allobrogie par les Romains[2].
- 121-118 av. J.-C. : création par la République romaine de la Gaule transalpine (future Gaule narbonnaise)[2].
- À partir de la fin du IIe siècle av. J.-C. : premières constructions monumentales en bordure du Rhône[2].
- 77 et 61 av. J.-C. : révoltes allobroges dues aux impôts imposés par les Romains[2].
- 52 av. J.-C. : César utilise Vienne comme camp de cavalerie pendant la conquête des Gaules[1].
- À partir du 50 av. J.-C. : sur la rive gauche, travaux d'aménagement des berges. Sur la rive gauche travaux d'aménagement du quartier de Saint-Romain-en-Gal[2].
- 44-27 av. J.-C. : émission de monnaie à Vienne[1].
- 44 av. J.-C. : provoqué par l'assassinat de César, les Allobroges chassent les colons installés à Vienne, d'où la fondation de Lugdunum fin 43[1].
- 36 av. J.-C. : César promeut Vienne colonie latine sous le nom de Colonia Julia Viennensis[1].
- 27 av. J.-C. : l'Allobrogie est remplacé par la civitate (cité) de Vienne[1].
- 6 Archelaüs, fils du roi Hérode de Judée, est destitué et envoyé en exil à Vienne par Auguste[1].
- 6-9 : Tibère apaise les troubles à Vienne. Début des grands travaux d'urbanisme avec la construction du temple de Rome et d'Auguste, d'une enceinte, d'entrepôts, d'un grand théâtre et le rablaiement le long des berges du Rhône[2].
- 35 : Decimus Valerius Asiaticus est le premier Viennois à devenir consul à Rome[2].
- 40 : Caligula promut Vienne colonie romaine sous le nom de « Colonia Julia Augusta Florentia Viennensium »[2].
- Avril 68 : Vienne et Lyon s'opposent lors de troubles civils et militaires qui marquent la fin du règne de Néron. Les Viennois organisent une expédition sur Lyon[2].
- Mai 68 : défaite de Vinex. Les Viennois mettent un terme au siège de Lyon[2].
- 69 : contre une lourde rançon, Vienne échappe au pillage[2].
- 2 juin 177 : martyrs de Lyon et de Vienne[1].
- IIe siècle : construction d'un second théâtre (odéon)[2].
- IIIe siècle : déclin de la prospérité économique, ruine et abandon progressifs de plusieurs quartiers de part et d'autre du Rhône. De nouvelles religions voient le jour. La communauté chrétienne s'accroît. Au cours de la seconde moitié du IIIe siècle, elle est dirigée par un évêque. L'insécurité s'installe et un rempart plus réduit que le premier voit le jour sur la rive gauche[2].
- 275-276 : invasion franque et alamanique à Vienne. Abandon du théâtre[1].
- À la fin du IIIe siècle : à la suite de la réforme générale de l'administration des provinces, Vienne devient la capitale d'une nouvelle province la Viennoise au sein du diocèse de Vienne et de la préfecture du prétoire des Gaules[2].
- 316 : Constantin est de passage à Vienne[1].
- 1er janvier 356 : au cours de son séjour à Vienne, Julien célèbre sa huitième accession au consulat[1].
- 356 : séjour plausible de saint Martin à Vienne[1].
- 360 : Julien prend ses quartiers d'hiver à Vienne[1].
- 15 mai 392 : mort de Valentinien II à Vienne[1].
- 398 : concile de Turin : tentative de conciliation à l'amiable sur la question du primat opposant Arles et Vienne pour être métropole épiscopale[1].
- 411 : mort de Constans, assiégé à Vienne par Géronce[1].
- 417 : le pape Zosime accorde aux évêques d'Arles les pouvoirs de métropolitains sur la Viennoise, l'évêque de Vienne Simplicius ne conteste pas la décision[1].
- 445 : le pape Léon amoindrit les prérogatives des évêques d'Arles. Vienne redevient métropole de la Viennoise[1].
- Entre 450 et 475 : Épiscopat de Saint-Mamert. Le pape Léon règle le conflit avec Arles en partageant officiellement la Viennoise en deux provinces[1].
- Vers 468 : occupation de Vienne par les Burgondes[1].
- 476 : chute de l'Empire romain d'Occident[1].

## Moyen Âge
- Entre 490 et 518 : épiscopat de Avit[1].
- À la fin du Ve siècle : fondation de l'église Saint-Pierre de Vienne[3].
- 500 : siège de Vienne par Gondebaud. Conflit entre Gondebaud et Godegisel[1].
- 542 : fondation de l'abbaye de Saint-André-le-Bas[3].
- 543 : Vienne tombe aux mains des Francs[1].
- Vers 730 : invasion des Sarrasins[3].
- 789 : des envoyés de Charlemagne inspectent l'église de Vienne[3].
- 855 : le Dauphiné est inclus dans le royaume de Provence-Viennois ou de Bourgogne cisjurane à l'existence éphémère (855-863)[3].
- Entre 855 et 869 : Girard de Vienne administre le royaume de Provence (Lyonnais et Viennois compris)[3].
- 15 octobre 879 : Boson est élu roi de Provence à Mantaille (au sud de Vienne). Il fait de Vienne sa capitale[3].
- 924 : les Hongrois ravagent la vallée du Rhône[3].
- 993 : Conrad III de Bourgogne est inhumé à l'abbaye de Saint-André-le-Bas[3].
- 1030 : l'archevêque de Vienne, Buchard inféode le Dauphiné au comte d'Albon[3].
- 1032-1033 : incorporation du royaume de Bourgogne au Saint-Empire romain germanique[4].
- À partir de la fin du XIe siècle : Construction de la cathédrale Saint-Maurice[3].
- 1119 : l'archevêque de Vienne Gui de Bourgogne est élu pape sous le nom de Calixte II[3].
- 1133 : le comte d'Albon Guigues III prend le surnom de dauphin[3].
- Vers 1225 : Jean de Bernin après avoir spolié de leurs richesses des marchands juifs, les chasse de Vienne, et donne des libertés aux bourgeois de la ville. Avec l'argent confisqué, il fonde un hôpital, commande la reconstruction du chœur de la cathédrale Saint-Maurice, fait reconstruire le château de la Bâtie et fait restaurer le pont du Rhône[3].
- 1311-1312 : concile de Vienne[3].
- 10 avril 1312 : traité de Vienne.
- 1335 : Philippe VI annexe Sainte-Colombe. Peu après il fait construire la tour des Valois[3].
- 1349 : Humbert II de Viennois vend le Dauphiné à la France[3].
- 1378 : l'empereur du Saint-Empire romain germanique renonce à ses droits sur le Dauphiné[3].
- 1430 : les forces delphinales battent le prince d'Orange et les bourguignons à Anthon[3].
- 1447-1456 : le dauphin Louis II (futur Louis XI) réside en Dauphiné[3].
- 1450 : traité de Moras, l'archevêque reconnaît le dauphin comme suzerain et lui jure fidélité. Vienne est donc la dernière ville dauphinoise à être annexé au royaume de France[3].

## Époque moderne(XVIe-XVIIIesiècle)
- Au début du XVIe : achèvement de la cathédrale Saint-Maurice[3].
- 1541-1553 : séjour à Vienne de Michel Servet[3].
- 1561-1595 : guerres de Religion[3].
- 1562 : le baron des Adrets François de Beaumont et ses huguenots occupent Vienne[3].
- 1589 : Vienne est occupé par les ligueurs[3].
- 22 avril 1595 : prise de Vienne par les troupes du roi de France Henri IV[3].
- 1638 : édit de Louis XIII qui crée une cour des aides[3].
- 1651 : une crue du Rhône renverse définitivement le pont de Vienne[3].
- 1721 : installation de la première fabrique de draps[3].

## Époque contemporaine(de1789à nos jours)
- 1790 : création du département de l'Isère. Suppression du diocèse de Vienne[3].
- 1829 : construction du pont suspendu sur le Rhône[3].
- 1852-1856 : restauration du temple d'Auguste et de Livie[3].
- 22 juin 1854 : mise en service de la gare de Vienne.
- 1938-1948 : construction du futur pont de Lattre-de-Tassigny[3].
- 1960 : création du district de Vienne[3].
- 1957-1966 : construction de l'autoroute A7 française au niveau de Vienne.
- 1967 : l'arrondissement de Vienne est amputé de 27 communes[3].
- À partir de 1974 : rénovation des quartiers de Cuvière et de Saint-Martin[3].
- 1981 : création du festival Jazz à Vienne.
- 1995 : création du festival Sang d'encre.
- 2002 : création de la communauté d'agglomération du Pays viennois[3].
- 2007 : création de la foire de Vienne, qui se déroule en octobre.
- 2018 : création de Vienne Condrieu Agglomération à la suite de la fusion entre ViennAgglo, la communauté de communes de la Région de Condrieu et la commune de Meyssiez.